# ACKR3
ACKR3 (англ. Atypical chemokine receptor 3) – білок, який кодується однойменним геном, розташованим у людей на короткому плечі 2-ї хромосоми.  Довжина поліпептидного ланцюга білка становить 362 амінокислот, а молекулярна маса — 41 493.
| 10         |  | 20         |  | 30         |  | 40         |  | 50         |
| ---------- |  | ---------- |  | ---------- |  | ---------- |  | ---------- |
| MDLHLFDYSE |  | PGNFSDISWP |  | CNSSDCIVVD |  | TVMCPNMPNK |  | SVLLYTLSFI |
| YIFIFVIGMI |  | ANSVVVWVNI |  | QAKTTGYDTH |  | CYILNLAIAD |  | LWVVLTIPVW |
| VVSLVQHNQW |  | PMGELTCKVT |  | HLIFSINLFG |  | SIFFLTCMSV |  | DRYLSITYFT |
| NTPSSRKKMV |  | RRVVCILVWL |  | LAFCVSLPDT |  | YYLKTVTSAS |  | NNETYCRSFY |
| PEHSIKEWLI |  | GMELVSVVLG |  | FAVPFSIIAV |  | FYFLLARAIS |  | ASSDQEKHSS |
| RKIIFSYVVV |  | FLVCWLPYHV |  | AVLLDIFSIL |  | HYIPFTCRLE |  | HALFTALHVT |
| QCLSLVHCCV |  | NPVLYSFINR |  | NYRYELMKAF |  | IFKYSAKTGL |  | TKLIDASRVS |
| ETEYSALEQS |  | TK         |  |            |  |            |  |            |

A: Аланін

C: Цистеїн

D: Аспарагінова кислота

E: Глутамінова кислота

F: Фенілаланін

G: Гліцин

H: Гістидин

I: Ізолейцин

K: Лізин

L: Лейцин

M: Метіонін

N: Аспарагін

P: Пролін

Q: Глутамін

R: Аргінін

S: Серин

T: Треонін

V: Валін

W: Триптофан

Кодований геном білок за функціями належить до рецепторів, g-білокспряжених рецепторів, білків внутрішньоклітинного сигналінгу, білків розвитку, фосфопротеїнів. 
Задіяний у таких біологічних процесах як клітинна адгезія, взаємодія хазяїн-вірус, поліморфізм. 
Локалізований у клітинній мембрані, цитоплазмі, мембрані, ендосомах.